# Colsa krugeri
Colsa krugeri är en insektsart som först beskrevs av Schmidt 1906.  Colsa krugeri ingår i släktet Colsa och familjen spottstritar. Inga underarter finns listade i Catalogue of Life.